# آنتونی کارلیسله
آنتونی کارلیسله (انگلیسی: Anthony Carlisle; ۱۵ فوریهٔ ۱۷۶۸ – ۲ نوامبر ۱۸۴۰) جراح اهل پادشاهی متحد بریتانیای کبیر و ایرلند بود. او با ویلیام نیکلسون اولین کسانی بودند که دریافتند با جریان برق می‌توان آب را تجزیه کرد.
وی همچنین برندهٔ جوایزی همچون همکار انجمن سلطنتی شده‌است.